# Panayiótis Samilídis
Panayiótis Samilídis (en grec moderne : Παναγιώτης Σαμιλίδης ; né le 9 août 1993 à Athènes) est un nageur grec, spécialiste de la brasse.
Il remporte deux médailles de bronze lors des Championnats d'Europe de natation 2012 à Debrecen. Il remporte le titre du 200 m brasse lors des Jeux méditerranéens de 2013 à Mersin. Il avait remporté l'or du 50 m brasse à Lima lors des Championnats du monde juniors de 2011.